# 610th Air Operations Group
Il 610th Air Operations Group è un gruppo di operazioni aeree della Air Force Reserve Command, inquadrato nella Tenth Air Force. Il suo quartier generale è situato presso la March Air Reserve Base, in California.

## Organizzazione
Attualmente, al settembre 2017, esso controlla:
- 610th Air Operations Squadron
- 701st Combat Operations Squadron, Beale Air Force Base, California, l'unità affianca il 607th Air Operations Center, Pacific Air Forces
- 710th Combat Operations Squadron, Joint Base Langley-Eustis, Virginia
  - Detachment 1, Shaw Air Force Base, Carolina del Sud, l'unità è allineata con il USAFCENT ed affianca il 609th Air Operations Center
- 713rd Combat Operations Squadron, Beale Air Force Base, California
  - Detachment 1, Joint Base Pearl Harbor-Hickam, Hawaii, l'unità affianca il 611th Air Operations Center, Pacific Air Forces